# Tetraidrogestrinone
Il tetraidrogestrinone, o THG, è uno steroide anabolizzante sintetico, creato da Patrick Arnold.
Viene prodotto appositamente per aumentare le prestazioni di un atleta o, al limite, per migliorare le condizioni di una persona sottoposta ad uno stress psicofisico notevole.